# جان ویلیامز
جان تاونر ویلیامز (انگلیسی: John Towner Williams؛ زادهٔ ۸ فوریهٔ ۱۹۳۲) آهنگساز، رهبر موسیقی و نوازنده پیانو آمریکایی است. او در طول هفت دهه فعالیت حرفه‌ای خود برخی از محبوب‌ترین، شناخته‌شده‌ترین و تحسین‌شده‌ترین موسیقی فیلم‌های تاریخ سینما را ساخته‌است. او برندهٔ ۲۵ جایزهٔ گرمی، هفت جایزهٔ فیلم بفتا، پنج جایزهٔ اسکار و چهار جایزهٔ گلدن گلوب شده‌است. ویلیامز ۵۲ بار نامزد دریافت جایزهٔ اسکار شده که بعد از والت دیزنی دومین شخص با بیشترین نامزدی است. او مظهر موسیقی فیلم است و در این عرصه به سرعت در حال تازیدن است؛ کلسیک اف‌ام او را یکی از برترین آهنگسازان موسیقی کلاسیک در تاریخ می‌داند.
ویلیامز آهنگسازی بسیاری از فیلم‌های تحسین‌شده و محبوب مانند حماسهٔ اسکای‌واکر جنگ ستارگان را بر عهده داشته‌است. دیگر آثار معروفش فیلم‌های آرواره‌ها، برخورد نزدیک از نوع سوم، سوپرمن، ایندیانا جونز، دو فیلم اول پارک ژوراسیک، فهرست شیندلر و سه فیلم اول هری پاتر هستند. او همچنین کنسرتوهای کلاسیک و آثار دیگری را برای گروه‌های ارکستر و آلات موسیقی انفرادی ساخته‌است. او از سال ۱۹۸۰ تا ۱۹۹۳ رهبر ارکستر بوستون پاپسبوده و همچنین رهبر ارکستر برجستهٔ آن است. او از سال ۱۹۷۴ با کارگردان استیون اسپیلبرگ ارتباط داشت و برای همه فیلم‌های بلندش به جز پنج فیلم موسیقی ساخت و با جرج لوکاس در هر دو فرنچایزش کار کرده‌است.
انستیتوی فیلم آمریکا در سال ۲۰۰۵ موسیقی ویلیامز برای جنگ ستارگان (۱۹۷۷) را بهترین موسیقی فیلم در تمام دوران انتخاب کرد. کتابخانه کنگره موسیقی متن جنگ ستارگان را به دلیل اهمیت «فرهنگی، تاریخی یا زیبایی‌شناختی» در فهرست ملی ضبط اصوات ثبت کرد. نام ویلیامز در سال ۲۰۰۰ وارد تالار مشاهیر هالیوود بول شد و در سال ۲۰۰۴ نشان افتخار مرکز کندی را دریافت کرد. جایزهٔ یک عمر دستاورد هنری او در سال ۲۰۱۶ اولین جایزه‌ای بود که خارج از عرصهٔ بازیگری و کارگردانی اعطا شد. او آهنگسازی نه فیلم از ۲۵ فیلم برتر گیشهٔ ایالات متحده (بر اساس نرخ تورم) را بر عهده داشت است. آثار او بر دیگر آهنگسازان فیلم، موسیقی کلاسیک و معاصر تأثیر گذاشته‌است. مارکوس پاوس آهنگساز نروژی، استدلال می‌کند که «شیوه رضایت‌بخش ویلیامز برای تجسم تکنیک‌های ناهماهنگی و آوانگارد در چارچوب آهنگی بزرگ‌تر» او را به «یکی از آهنگسازان کبیر هر قرن» تبدیل می‌کند.

## زندگی شخصی و کارهای دوران جوانی
جان ویلیامز در تاریخ ۸ فوریه ۱۹۳۲ در فلورال پارک ایالت نیویورک به دنیا آمد. آشنایی و علاقه او به موسیقی تحت تأثیر پدرش که نوازنده سازهای ضربی در ارکستر رادیو سی بی اس و گروه پنج نفره ریموند اسکات بود، شکل گرفت. در سال ۱۹۴۸ او به همراه خانواده‌اش به لس آنجلس نقل مکان کرده و در آنجا بعد از اتمام دبیرستان، هم‌زمان در دانشگاه کالیفرنیا در لوس آنجلس و کالج شهر لوس آنجلس به تحصیل مشغول شد و همچنین زیر نظر آهنگساز ایتالیایی، «ماریو کاستل نوو تدسکو» به صورت خصوصی به فراگیری موسیقی پرداخت.
پس از پایان سه سال خدمت ضروری در نیروی هوایی ایالات متحده، ویلیامز به نیویورک رفته و در آموزشگاه موسیقی جولیارد، یکی از معروفترین آموزشگاه‌های موسیقی در آمریکا ثبت نام کرد و دروس مربوط به پیانو را آنجا توسط «روزینا لوین» فراگرفت. او هم‌زمان به عنوان پیانیست جاز با نوازندگی در کلوپ‌های نیویورک، امرار معاش می‌نمود. ویلیامز در اواخر دهه پنجاه میلادی و اوایل دهه شصت به همراه «هنری مانچینی» به نواختن و ضبط موسیقی متن سه فیلم پرداخت، در چند سریال تلویزیونی ساز زد و رهبری باند موسیقی خواننده آمریکایی «فرانکی لین» را برای چند سری از آلبوم‌هایش متقبل شد.
او پس از آشنایی با «باربارا روییک» بازیگر سینما در سال ۱۹۵۶ با او ازدواج نمود و تا هنگام مرگش در سوم مارس ۱۹۷۴ با او بود و از وی صاحب سه فرزند شد و برای بار دوم در ۱۹۸۰ با همسر فعلی‌اش «سامانتا وینزلو» پیوند زناشویی بست.

## سبک کاری

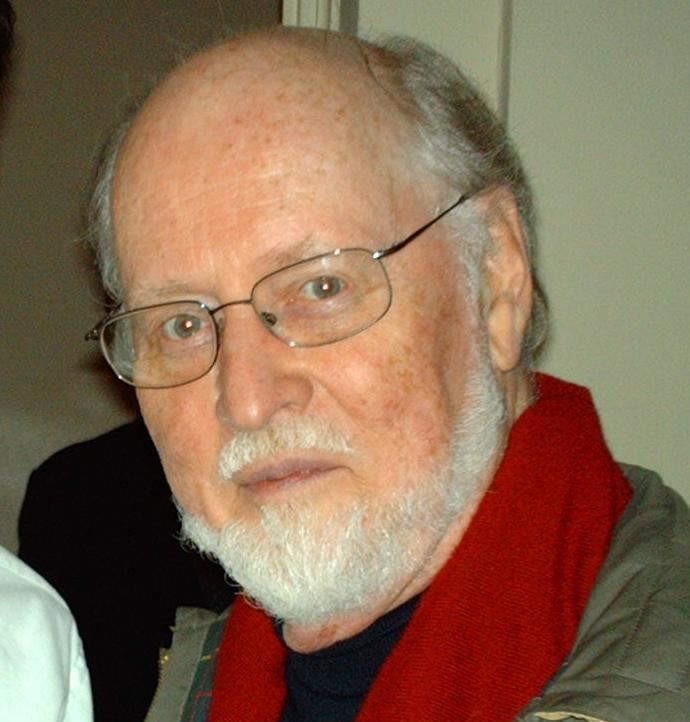
جان ویلیامز، آهنگساز آمریکایی در سال ۲۰۰۶ میلادی در ۷۴ سالگی.

علیرغم مهارت خاص ویلیامز در به کار بردن اسلوب‌های مختلف قرن بیستم در آهنگسازی، شاید بتوان سبک کاری شناخته شده و خاص او را قالبی از نئورومانتیسیم دانست. موسیقی او تحت تأثیر اجراهای گسترده ارکستری اواخر سده نوزدهم میلادی به ویژه موسیقی واگنری است که در آن لایتموتیف (لحن معرف) به کار برده شده و تأثیر به‌سزایی هم بر آهنگسازان فیلم‌های سینمایی قبل از او نهاد. چنان‌که در تصنیف‌های حماسی و پر هیایوی جنگ ستارگان و سوپرمن که از علامتهای مشخصه موسیقی او به‌شمار می‌روند، رد پای تأثیر واگنر به خوبی مشهود است. هرچند در موسیقی فیلم‌های حادثه‌ای مثل تنها در خانه و هوک و همچنین آرواره‌ها و هری پاتر)، وی اسلوبش را از آهنگسازان باله همچون چایکوفسکی و استراوینسکی به عاریت می‌گیرد و هم‌زمان تجلی کارهای الگار و کوپلند در تصنیف‌های دراماتیک و جدی‌ترش نمایان می‌شود.

## تصنیف موسیقی فیلم
ویلیامز پس از اتمام تحصیلاتش در آموزشگاه جولیارد به لس‌آنجلس بازگشته و فعالیت حرفه‌ای خود را در زمینه صنعت فیلم، توسط همکاری با آهنگسازانی چون «فرانتس وکسمن»، «برنارد هرمان» و «آلفرد نیومن» آغاز کرد و به خاطر چیره‌دستی‌اش در تصنیف موسیقی برای جاز، پیانو و سمفونی، توجه هالیوود را به خود معطوف نمود. او پس از سه بار نامزد شدن برای دریافت جایزه اسکار، نهایتاً در سال ۱۹۷۱ برای بهترین تنظیم در موسیقی متن فیلم ویولون‌زن روی بام برای نخستین بار موفق به دریافت این جایزه شد. در اوایل دهه هفتاد، ویلیامز خود را وقف آهنگسازی برای فیلم‌های ژانر فاجعه‌ای مانند حادثه پوزئیدون، زمین‌لرزه و آسمان‌خراش جهنمی نمود.
در ۱۹۷۴ استیون اسپیلبرگ، ساخت موسیقی متن فیلمش با نام شوگرلند اکسپرس را که نخستین تجربه کارگردانی او به‌شمار می‌آمد، به جان ویلیامز پیشنهاد کرد. کارگردان جوان که تحت تأثیر موسیقی ویلیامز برای فیلم غارتگران قرار گرفته بود، اطمینان داشت که این آهنگساز می‌تواند آوای مورد نظرش را برای فیلم‌های او خلق کند. یک سال پس از آن تاریخ، حاصل دومین همکاری این دوهنرمند، آرواره‌ها بود. تم دلهره‌آور به کار رفته در موسیقی چشمگیر این فیلم به خوبی نمایانگر احساس خطر و وحشت نزدیک شدن کوسه‌ها بود که تا به امروز در زمره شناخته‌شده‌ترین تم‌های سینمایی قرار دارد. آرواره‌ها دومین جایزه اسکار را این‌بار، برای بهترین موسیقی نسخه اصلی نصیب وی کرد.
این تیم دو نفره خود را برای ساخت فیلم بعدی، «برخورد نزدیک از نوع سوم» آماده می‌کردند. آنچه برای محصولات هالیوودی غیرمعمول می‌نمود، پیشرفت هم‌زمان این زوج یعنی اسپیلبرگ در فیلم‌نامه‌نویسی و ویلیامز در آهنگسازی بود. حاصل دو سال همکاری خلاقانه آن‌ها ایجاد نغمه‌ای بود که هم به عنوان موسیقی پس زمینه فیلم به کار می‌رفت و هم نمایانگر سیگنالهای ارتباطی سفینهٔ مادر موجودات بیگانه فیلم بود. برخورد نزدیک از نوع سوم به سال ۱۹۷۷ اکران شد.
در همین حول و حوش اسپیلبرگ، ویلیامز را به دوست و کارگردان هم‌عصرش «جورج لوکاس» معرفی کرد. لوکاس به‌دنبال آهنگسازی بود تا برای حماسه بلندپروازانه فضایی خود، جنگ ستارگان، موسیقی تصنیف نماید. ویلیامز موسیقی سمفونیک باشکوهی به سبک کارهای «ریچارد اشتراوس» و آهنگسازان «هالیوود عصر طلایی» چون «اریک ولفگانگ کورن‌گلد» و «ماکس اشتاینر» آفرید. تم آغازین و اصلی این کار یا تم لوک تا به امروز در زمره مشهورترین قطعه‌های تاریخ سینما قرار دارد و تم نیرو و همچنین تم پرنسس لیا نمونه‌های خوبی از لایتموتیف می‌باشند. هم فیلم و هم موسیقی متن آن با استقبال بی‌سابقه‌ای که تا آن زمان هرگز دیده نشده بود، روبرو شد و موسیقی آن، عنوان پرفروشترین موسیقی متن یک فیلم سینمایی در تاریخ را از آن خود کرد و جایزه اسکار دیگری را برای بهترین موسیقی نسخه اصلی برای خالقش به ارمغان آورد. در ۱۹۸۰ ویلیامز به کار ساخت دومین سری از سه‌گانه (تریلوژی) جنگ ستارگان، «امپراتوری ضربه می‌زند» پرداخت و به نحوی عالی قطعه مارش امپراتوری را به عنوان تم دارت ویدر و امپراتوری کهکشانی ارائه نمود. سه‌گانهٔ اصلی جنگ ستارگان با فیلم بازگشت جدای در سال ۱۹۸۳ پایان یافت و ویلیامز در ساخت موسیقی این فیلم تم امپراتور و قطعه دوئل پایانی را به کارهای قبلی‌اش افزود که هر دو کار نامزد دریافت جایزهٔ اسکار شدند.

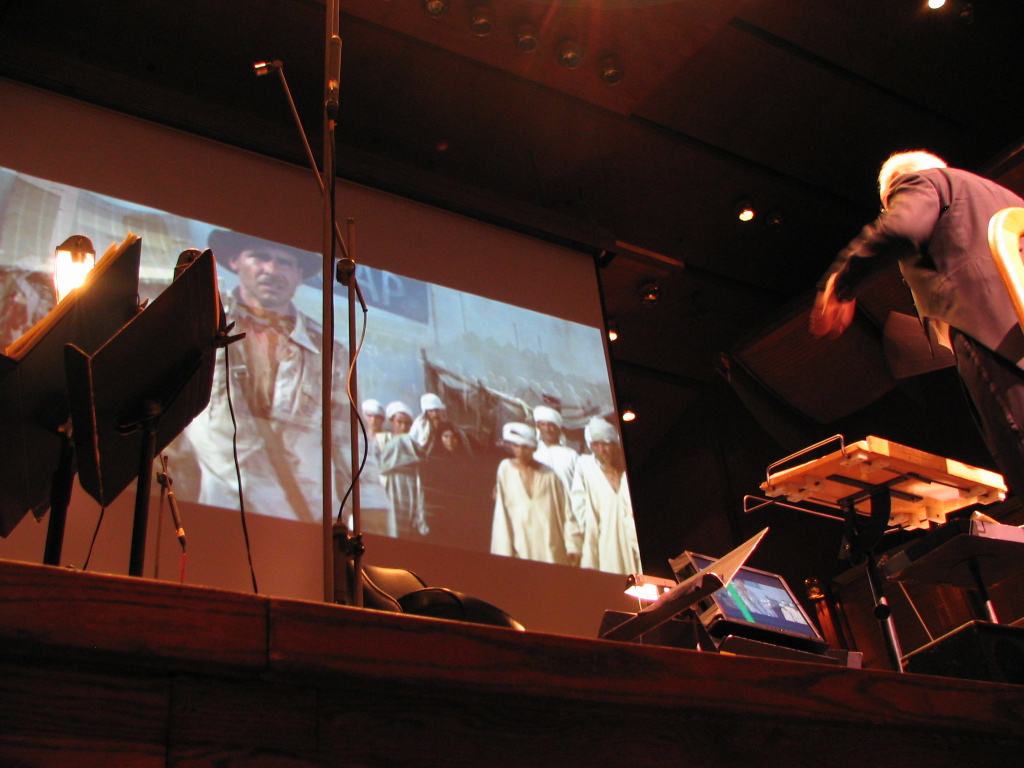
جان ویلیامز در حال رهبری موسیقی متن فیلم مهاجمان صندوق گمشده در تالار آوری فیشر.

تجربهٔ بعدی ویلیامز، همکاری با ریچارد دونرِ کارگردان برای ساخت موسیقی سوپرمن (۱۹۷۸) بود. تم‌های قهرمانانه و رمانتیک موسیقی این فیلم به خصوص مارش اصلی، فانفار سوپرمن و تمی عاشقانه، موسوم به «آیا می‌توانی فکرم را بخوانی» در هر چهار فیلم بعدی از این مجموعه به کار رفتند. ویلیامز در فیلم مهاجمان صندوق گمشده (۱۹۸۱) تم اصلی و هیجان آوری را با عنوان مارش مهاجمان برای همراهی با قهرمان فیلم ایندیانا جونز خلق نمود. همچنین تم‌های جداگانه‌ای برای صندوق عهد،  ماریان کاراکتر فیلم و نازیهای تبهکار ساخت و در ساخت موسیقی دو سری بعدی از مجموعه فیلم‌های ایندیانا جونز تم‌های جدیدی افزود. ویلیامز برای فیلم دیگر اسپیلبرگ، ای‌تی موجود فرازمینی (۱۹۸۲) موسیقی پر احساسی تصنیف کرد که به خوبی حس کودکانه و معصومانه فیلم را منتقل می‌کرد. به خصوص قطعه‌ای که بیانگر احساس آزادی هنگام پرواز بود یا قطعه‌ای که با آوای ملایم سازهای زهی، حس دوستی بین دو کاراکتر اصلی فیلم، ای‌تی و الیوت را القا می‌کرد. لحظه‌های وداع در سکانس نهایی فیلم از لحظات نادر تاریخ سینما به‌شمار می‌رود و حوادث روی صحنه در این سکانس برای مطابقت با اثر آهنگساز تنظیم شده‌اند. ویلیامز چهارمین جایزه اسکار را برای اثر مذکور از آن خود نمود.
فیلم «رنگ ارغوانی» تنها فیلم اسپیلبرگ است که ویلیامز در ساخت موسیقی آن ایفای نقش نکرده‌است، تولیدکننده فیلم، «کوئینسی جونز» آهنگساز تمایل داشت تا خود شخصاً ساخت و تنظیم موسیقی این پروژه را به انجام رساند. ویلیامز همچنین برای فیلم «منطقه تاریک روشن» که اسپیلبرگ، کارگردان یک حلقه از مجموع چهار حلقه آن است، موسیقی تصنیف نکرده و وظیفه ساخت موسیقی آن توسط کارگردان و تولیدکننده اصلی فیلم جان لندیس به آهنگساز کهنه‌کار هالیوود و رقیب ویلیامز، جری گُلداِسمیت محول گردید. مشارکت ویلیامز و اسپیلبرگ با فیلم امپراتوری خورشید در ۱۹۸۷ از سر گرفته شد و تا به امروز ادامه یافته‌است. از فیلم‌های پرهزینه و عامه پسندی مثل پارک ژوراسیک (۱۹۹۳) تراژدیهای غمناکی چون فهرست شیندلر (۱۹۹۳) و مونیخ (۲۰۰۵) تا ملودرامهایی با رنگ و بوی شرقی مانند سرگذشت یک گیشا (که نهایتاً کارگردانی آن به راب مارشال سپرده شد)، همه و همه حاصل این همکاری می‌باشد. اسپیلبرگ در بسیاری از مناسبتها آهنگساز محبوبش را به حد افراط ستوده و از او به عنوان برترین آهنگساز تاریخ سینما یاد کرده‌است.
در سال ۱۹۹۹ جورج لوکاس اولین فیلم از سه‌گانه دوم جنگ ستارگان را روی پرده سینما برد. از ویلیامز خواسته شده بود تا موسیقی متن هر سه فیلم از این مجموعه را بسازد. در ساخت اولین آن‌ها تهدید شبح تم‌هایی از سه‌گانه قبلی نیز فراخوانده شد و تم‌های جدیدی به عنوان نغمه مُعرف در حملهٔ کلون‌ها (۲۰۰۲) و انتقام سیت (۲۰۰۵) به‌کار رفت. شاید در کارهای اخیر برجسته‌ترین آن‌ها «نبرد الهگان سرنوشت» (Duel of the Fates) باشد. قطعه‌ای با همخوانی گروه کُر و با تمی پر ستیز و اشعاری به زبان سانسکریت که دامنه اسلوب‌های به کار رفته در موسیقی جنگ ستارگان را وسعت بخشید. ویلیامز برای دومین اپیزود، قطعه «در گذر از ستاره‌ها» (Across the Stars)را تصنیف نمود که تمی بود عاشقانه برای دو کاراکتر جوان فیلم، پَدمه آمیدالا و آناکین اسکای‌واکر و بازتابی از تم عاشقانه به کار رفته در «امپراتوری ضربه می‌زند» از سه‌گانه پیشین. برای قسمت نهایی مجموعه یا اپیزود سوم ترکیبی از تم‌های متعدد به کار رفته در کل مجموعه، به کار رفت. کمتر آهنگسازی در این حجم کاری برای فیلم‌های دنباله‌دار، موسیقی تصنیف کرده‌است. کل مدت زمان موسیقی ساخته شده برای تمام شش فیلم سری جنگ ستارگان بالغ بر ۱۴ ساعت می‌باشد. (جان بَری آهنگساز انگلیسی، برای چندین سری از فیلم‌های جیمز باند موسیقی ساخته و موسیقی آهنگساز کانادایی هاوارد شور برای اقتباس سینمایی پیتر جکسون از کتاب جی.ر.ر. تالکین، یعنی سه‌گانه ارباب حلقه‌ها مجموعاً از ۱۲ ساعت فراتر می‌رود)
با رسیدن هزاره جدید، ساخت موسیقی فیلم‌های هری پاتر که اقتباسی است از سری کتاب‌های پرفروش و محبوب نوجوانان با همین نام، به ویلیامز پیشنهاد شد. او موسیقی سه قسمت اول از این مجموعه را ساخت و یکی از بهترین تم‌های ساخته شده توسط او، معروف به تم هدویگ در قسمت‌های پنجم و ششم این مجموعه نیز به کار رفت.
در سال ۲۰۰۸، موسیقی ویلیامز برای فیلم ایندیانا جونز و پادشاهی جمجمه بلورین، دو روز پیش از اکران این فیلم به بازار ارائه شد. پس از سه سال غیبت، جان ویلیامز با موسیقی فیلم‌های ماجراهای تن‌تن و اسب جنگی بازگشت که هر دو کار با نقدهای مثبت روبرو شده و نامزد جایزه اسکار شدند. در سال ۲۰۱۲ او موسیقی متن فیلم دیگری از اسپیلبرگ یعنی «لینکلن» و سال بعد موسیقی فیلم کتاب‌دزد را نوشت. او در ساخت موسیقی سه‌گانه جدید جنگ ستارگان و نخستین فیلم آن «نیرو برمی‌خیزد» در سال ۲۰۱۵ نیز شرکت کرد.

## فهرست آثار
| سال  | عنوان                                         | شرح                                                            |
| ---- | --------------------------------------------- | -------------------------------------------------------------- |
| ۱۹۵۸ | دَدی-او                                        |                                                                |
| ۱۹۶۰ | برای آنکه جوانند                              |                                                                |
| ۱۹۶۰ | من در نقش یک سفید                             |                                                                |
| ۱۹۶۱ | راه‌های مخفی                                   |                                                                |
| ۱۹۶۲ | آپارتمان مجردی                                |                                                                |
| ۱۹۶۳ | تاج هاوایی                                    |                                                                |
| ۱۹۶۳ | گیجت به رم می‌رود                              |                                                                |
| ۱۹۶۴ | قاتلان                                        |                                                                |
| ۱۹۶۵ | هیچ‌یک به جز شجاع                              |                                                                |
| ۱۹۶۵ | جان گلدفارب، لطفاً به خانه برگرد!              |                                                                |
| ۱۹۶۷ | درهٔ عروسک‌ها                                   | نامزد جایزه اسکار                                              |
| ۱۹۶۷ | راهنمایی برای یک مرد متأهل                    |                                                                |
| ۱۹۶۷ | فیتسویلی                                      |                                                                |
| ۱۹۶۹ | غارتگران                                      | نامزد جایزه اسکار                                              |
| ۱۹۶۹ | خداحافظ آقای چیپس                             | نامزد جایزه اسکار                                              |
| ۱۹۷۰ | داستان یک زن                                  | (تنها فیلم غیر انگلیسی زبان که ویلیامز موسیقی آن را ساخته‌است)  |
| ۱۹۷۰ | جین ایر                                       |                                                                |
| ۱۹۷۱ | ویولون‌زن روی بام                              | برنده اسکار                                                    |
| ۱۹۷۲ | تصاویر                                        | نامزد جایزه اسکار                                              |
| ۱۹۷۲ | ماجرای پوزیدون                                | نامزد جایزه اسکار                                              |
| ۱۹۷۲ | کابوی‌ها                                       |                                                                |
| ۱۹۷۳ | آزادی سیندرلا                                 | نامزد جایزه اسکار                                              |
| ۱۹۷۳ | خداحافظی طولانی                               |                                                                |
| ۱۹۷۳ | تعقیب بی‌حاصل                                  |                                                                |
| ۱۹۷۳ | تام سایر                                      | نامزد جایزه اسکار مشترکاً با رابرت بی. شرمان و ریچارد ام. شرمان |
| ۱۹۷۴ | آسمان‌خراش جهنمی                               | نامزد جایزه اسکار                                              |
| ۱۹۷۴ | شوگرلند اکسپرس                                |                                                                |
| ۱۹۷۵ | آرواره‌ها                                      | برندهٔ جایزه اسکار، گولدن گلوب و بافتا                          |
| ۱۹۷۶ | توطئه خانوادگی                                |                                                                |
| ۱۹۷۶ | نیمه راه                                      |                                                                |
| ۱۹۷۶ | برکه‌های میزوری                                |                                                                |
| ۱۹۷۷ | یکشنبهٔ سیاه                                   |                                                                |
| ۱۹۷۷ | جنگ ستارگان                                   | برندهٔ جایزه اسکار، گولدن گلوب و بافتا                          |
| ۱۹۷۷ | برخورد نزدیک از نوع سوم                       | نامزد جایزه اسکار                                              |
| ۱۹۷۸ | خشم                                           |                                                                |
| ۱۹۷۸ | سوپرمن                                        | نامزد جایزه اسکار و دو جایزه گرمی                              |
| ۱۹۷۹ | ۱۹۴۱                                          |                                                                |
| ۱۹۷۹ | دراکولا                                       |                                                                |
| ۱۹۸۰ | جنگ ستارگان اپیزود پنجم: امپراتوری ضربه می‌زند | برندهٔ جایزه اسکار و بافتا و نامزد دو جایزه گرمی                |
| ۱۹۸۱ | مهاجمان صندوق گمشده                           | برندهٔ جایزه اسکار و نامزد دو جایزه گرمی                        |
| ۱۹۸۲ | عالی‌جناب                                      |                                                                |
| ۱۹۸۲ | بله جورجیو                                    | نامزد جایزه اسکار                                              |
| ۱۹۸۲ | ای‌تی موجود فرازمینی                           | برندهٔ جایزه اسکار، گولدن گلوب و بافتا                          |
| ۱۹۸۳ | جنگ ستارگان اپیزود ششم: بازگشت جدای           | نامزد جایزه اسکار                                              |
| ۱۹۸۴ | ایندیانا جونز و معبد مرگ                      | نامزد جایزه اسکار                                              |
| ۱۹۸۴ | رودخانه                                       | نامزد جایزه اسکار                                              |
| ۱۹۸۵ | کمپ فضایی                                     |                                                                |
| ۱۹۸۷ | امپراتوری خورشید                              | نامزد جایزه اسکار و برندهٔ بافتا                                |
| ۱۹۸۷ | جادوگران ایست‌ویک                              | نامزد جایزه اسکار                                              |
| ۱۹۸۸ | جهانگرد اتفاقی                                | نامزد جایزه اسکار                                              |
| ۱۹۸۹ | متولد چهارم ژوئیه                             | نامزد جایزه اسکار                                              |
| ۱۹۸۹ | ایندیانا جونز و آخرین جنگ صلیبی               | نامزد جایزه اسکار                                              |
| ۱۹۹۰ | استنلی و آیریس                                |                                                                |
| ۱۹۹۰ | بی‌گناه                                        |                                                                |
| ۱۹۹۰ | تنها در خانه                                  | نامزد دو جایزه اسکار                                           |
| ۱۹۹۱ | هوک                                           | نامزد جایزه اسکار و گرمی                                       |
| ۱۹۹۱ | جِی‌اف‌کِی                                        | نامزد جایزه اسکار                                              |
| ۱۹۹۲ | تنها در خانه ۲: گم‌شده در نیویورک              |                                                                |
| ۱۹۹۲ | دور و دورتر                                   |                                                                |
| ۱۹۹۳ | پارک ژوراسیک                                  |                                                                |
| ۱۹۹۳ | فهرست شیندلر                                  | برندهٔ جایزه اسکار، گرمی و بافتا                                |
| ۱۹۹۵ | نیکسون                                        | نامزد جایزه اسکار                                              |
| ۱۹۹۵ | سابرینا                                       | نامزد دو جایزه اسکار                                           |
| ۱۹۹۶ | خفتگان                                        | نامزد جایزه اسکار                                              |
| ۱۹۹۷ | رُزوود                                         |                                                                |
| ۱۹۹۷ | جهان گمشده: پارک ژوراسیک                      |                                                                |
| ۱۹۹۷ | هفت سال در تبت                                |                                                                |
| ۱۹۹۷ | آمیستاد                                       | نامزد جایزه گرمی و اسکار                                       |
| ۱۹۹۸ | نامادری                                       |                                                                |
| ۱۹۹۸ | نجات سرباز رایان                              | نامزد جایزه گولدن گلوب، اسکار و گرمی                           |
| ۱۹۹۹ | جنگ ستارگان اپیزود اول: تهدید شبح             | نامزد جایزه گرمی                                               |
| ۱۹۹۹ | خاکسترهای آنجلا                               | نامزد جایزه گرمی و اسکار                                       |
| ۲۰۰۰ | میهن‌پرست                                      | نامزد جایزه اسکار                                              |
| ۲۰۰۱ | هوش مصنوعی                                    | نامزد جایزه گرمی و اسکار                                       |
| ۲۰۰۱ | هری پاتر و سنگ جادو                           | نامزد جایزه اسکار و دو جایزه گرمی                              |
| ۲۰۰۲ | اگه میتونی منو بگیر                           | نامزد جایزه اسکار                                              |
| ۲۰۰۲ | جنگ ستارگان اپیزود دوم: حمله کلون‌ها           |                                                                |
| ۲۰۰۲ | گزارش اقلیت                                   |                                                                |
| ۲۰۰۲ | هری پاتر و تالار اسرار                        | نامزد جایزه گرمی                                               |
| ۲۰۰۴ | هری پاتر و زندانی آزکابان                     | نامزد جایزه اسکار و گرمی                                       |
| ۲۰۰۴ | ترمینال                                       |                                                                |
| ۲۰۰۵ | جنگ ستارگان اپیزود سوم: انتقام سیت            | نامزد دو جایزه گرمی                                            |
| ۲۰۰۵ | جنگ دنیاها                                    | نامزد جایزه گرمی                                               |
| ۲۰۰۵ | سرگذشت یک گیشا                                | برنده جایزه گرمی، بافتا، گولدن گلوب و نامزد اسکار              |
| ۲۰۰۵ | مونیخ                                         | نامزد اسکار و برنده جایزه گرمی                                 |
| ۲۰۰۸ | ایندیانا جونز و پادشاهی جمجمه بلورین          |                                                                |
| ۲۰۱۲ | لینکلن                                        |                                                                |
| ۲۰۱۳ | کتاب‌دزد                                       |                                                                |
| ۲۰۱۵ | جنگ ستارگان: نیرو برمی‌خیزد                    |                                                                |
| ۲۰۱۷ | جنگ ستارگان: آخرین جدای                       |                                                                |
| ۲۰۱۹ | جنگ ستارگان: خیزش اسکای‌واکر                   |                                                                |
| ۲۰۲۲ | اوبی-وان کنوبی                                |                                                                |
| ۲۰۲۲ | خانواده فیبلمن                                |                                                                |
| ۲۰۲۳ | ایندیانا جونز و گردانه سرنوشت                 |                                                                |

## سایر کارها
بین سالهای ۱۹۸۰ تا ۱۹۹۳ جان ویلیامز رهبر ارکستر اصلی بوستون پاپز بوده‌است و هم‌اکنون نیز در آن و همچنین در ارکستر سمفونیک بوستون فعال است و هر سال تعدادی چند از کنسرت‌های بوستون پاپز را رهبری می‌کند. او علاوه بر این، کنسرتوهای گوناگونی نوشته‌است از جمله: کنسرتو برای فلوت، ویولون، ترومپت، ویولونسل و توبا. از دیگر کارهایش می‌توان تم معروف پخش خبر شبکه خبری ان بی سی (NBC) را نام برد که در سال ۱۹۸۵ توسط او ساخته شد. تم بازی‌های المپیک سالهای ۱۹۸۴، ۱۹۸۸، ۱۹۹۶ و ۲۰۰۲ نیز از آثار او می‌باشند.

## جوایز

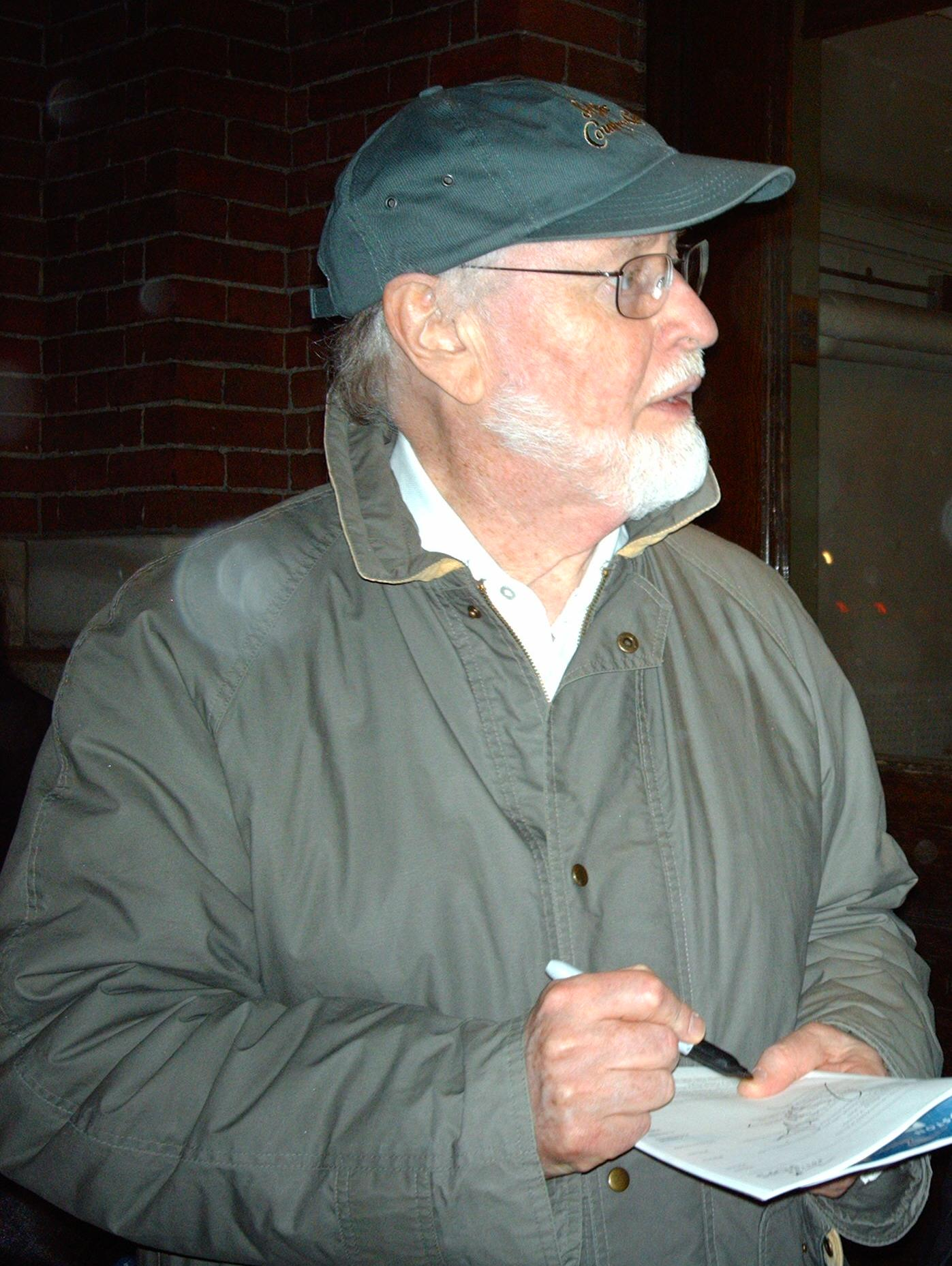
ویلیامز در حال امضا دادن به یکی از هواخواهانش بعد از کنسرت

جان ویلیامز برنده پنج جایزه اسکار و چهار جایزه گلدن گلوب می‌باشد و ۲۵ بار برای دریافت جایزه گولدن گلوب و ۶۷ بار برای جایزه گرمی نامزد شده‌است. او با ۵۱ بار نامزد شدن برای دریافت اسکار، رکورد دار بالاترین رقم کاندید شدن اشخاص در قید حیات برای دریافت اسکار است و همچنین، صاحب مقام دوم بالاترین تعداد نامزدی برای این جایزه در تاریخ، پس از والت دیسنی با ۵۹ بار، می‌باشد.
افزون بر این ویلیامز موفق به دریافت سه جایزه اِمی، هفت جایزه بافتا و ۲۳ جایزه گرمی، شده و افتخارات دیگری چون دعوت به «تالار مشاهیر موسیقی کلاسیک آمریکا» و «تالار مشاهیر جام هالیوود» نصیبش گشته‌است. در سال ۲۰۰۴ نشان افتخار «مجمع کندی» به او اعطا گردید و همچنین «جایزه کلاسیک بریت» را در سال ۲۰۰۵ برای موسیقی فیلم سال قبل، از آن خود کرد.
موسیقی محبوب و مجلل سال ۱۹۷۷ ویلیامز برای اولین فیلم جنگ ستارگان، توسط بنیاد فیلم آمریکا در سال ۲۰۰۵، برترین موسیقی متن یک فیلم آمریکایی شناخته شد. موسیقی او برای فیلم آرواره‌ها و ای‌تی نیز به ترتیب در رتبه ششم و چهاردهم این لیست قرار گرفت.

### جوایز آکادمی (اسکار)
- ویولون زن روی بام (۱۹۷۱) (تنظیم و ترانه اصلی)
- آرواره‌ها (۱۹۷۵) (بهترین موسیقی نسخه اصلی)
- جنگ ستارگان (۱۹۷۷) (بهترین موسیقی نسخه اصلی)
- ئی تی (۱۹۸۲) (بهترین موسیقی نسخه اصلی)
- فهرست شیندلر (۱۹۹۳) (بهترین موسیقی نسخه اصلی)

### جوایز گرمی
- آرواره‌ها (۱۹۷۵) (بهترین آلبوم موسیقی نسخه اصلی متن یک فیلم)
- جنگ ستارگان (۱۹۷۷) (بهترین اجرای بدون کلام پاپ)
- تم اصلی جنگ ستارگان (۱۹۷۷) (بهترین تصنیف بدون کلام)
- جنگ ستارگان (۱۹۷۷) (بهترین آلبوم موسیقی نسخه اصلی متن یک فیلم)
- تمی از برخورد نزدیک از نوع سوم (۱۹۷۸) (بهترین تصنیف بدون کلام)
- برخورد نزدیک از نوع سوم (۱۹۷۸) (بهترین آلبوم موسیقی نسخه اصلی متن یک فیلم)
- تم اصلی و آغازین سوپرمن (۱۹۷۹) (بهترین تصنیف بدون کلام)
- سوپرمن (۱۹۷۹) (بهترین آلبوم موسیقی نسخه اصلی متن یک فیلم)
- امپراتوری ضربه می‌زند (۱۹۸۰) (بهترین تصنیف بدون کلام)
- امپراتوری ضربه می‌زند (۱۹۸۰) (بهترین آلبوم موسیقی نسخه اصلی متن یک فیلم)
- مهاجمان صندوق گمشده (۱۹۸۱) (بهترین آلبوم موسیقی نسخه اصلی متن یک فیلم)
- پرواز (تمی از ای تی) (۱۹۸۲) (بهترین تصنیف بدون کلام)
- ای تی (۱۹۸۲) (بهترین آلبوم موسیقی نسخه اصلی متن یک فیلم)
- پرواز (تمی از ای تی) (۱۹۸۲) (بهترین ترکیب بندی در ضبط موسیقی بدون کلام)
- بانگ اعلام المپیک و تم آن (۱۹۸۴) (بهترین تصنیف بدون کلام)
- فهرست شیندلر (۱۹۹۳) (تصنیف موسیقی بدون کلام برای متن یک فیلم یا برنامه تلویزیونی)
- نجات سرجوخه رایان (۱۹۹۸) (بهترین تصنیف موسیقی بدون کلام برای متن یک فیلم یا برنامه تلویزیونی)
- تمی از خاکستر آنجلا (۲۰۰۰) (بهترین تصنیف بدون کلام)
- سرگذشت یک گیشا (۲۰۰۷) (بهترین آلبوم موسیقی متن یک فیلم سینمایی، تلویزیونی یا سایر رسانه‌های بصری)
- دعایی برای صلح (تمی از مونیخ) (۲۰۰۷) (بهترین تصنیف بدون کلام)
- ماجراجویی مات (قطعه‌ای از ایندیانا جونز و پادشاهی جمجمه بلورین) (۲۰۰۹) (بهترین تصنیف بدون کلام)
- کتاب‌دزد (قطعه‌ای از فیلم کتاب‌دزد) (۲۰۱۴) (بهترین تصنیف بدون کلام)

### جوایز گولدن گلوب
- آرواره‌ها (۱۹۷۵) (بهترین موسیقی نسخه اصلی)
- جنگ ستارگان (۱۹۷۷) (بهترین موسیقی نسخه اصلی)
- ای تی (۱۹۸۲) (بهترین موسیقی نسخه اصلی)
- سرگذشت یک گیشا (۲۰۰۷) (بهترین موسیقی نسخه اصلی)

### جوایز امی
- هایدی (۱۹۶۸) (دستاورد برجسته در تصنیف موسیقی)
- جِین ایر (۱۹۷۱) (دستاورد برجسته در تصنیف موسیقی)

## رسانه صوتی
- قطعه‌ای از موسیقی هری پاتر (تم هدویگ به همراه دیگر قطعه‌ها)، با اجرای «جری بروبیکر»
- قطعه‌ای از موسیقی جنگ ستارگان اپیزود دوم: حمله کلون‌ها، با اجرای «جری بروبیکر»
- قطعه‌ای از موسیقی مونیخ: «امید»، با اجرای «جری بروبیکر»
- قطعه‌ای از موسیقی مونیخ: «دعایی برای صلح»، با اجرای «جری بروبیکر»